# Torodi
Torodi este o comună rurală din departamentul Say, regiunea Tillabéri, Niger, cu o populație de 114.518 locuitori (2001).